# 香港都會大學科技學院
香港都會大學科技學院（英語：School of Science and Technology, HKMU），前稱香港公開大學科技學院（英語：School of Science and Technology, OUHK），是香港都會大學轄下一所開辦科學及技術管理的課程的學院。學院的學術領域包括電腦科學、通訊科技、電腦工程、工程力學、物料及設計、檢測及認證、環境保護等學科範疇。

## 教研單位
香港都會大學科技學院設有下列學系、學部及研究所：
- 應用科學系（Department of Applied Science）[2][3]
- 建築與品質管理系（Department of Construction and Quality Management）
- 電子工程與計算機科學系（Department of Electronic Engineering and Computer Science）
- 都會藻種庫（Metropolitan Algal Repository and Supply）
- 創新科技與持續發展研究所（Institute for Research in Innovative Technology and Sustainability）[4]

### 護理及健康學部
護理及健康學部（Division of Nursing and Health Studies）於2018年升格為學院前，曾經是香港都會大學科技學院轄下專門提供醫療衛生人員專業培訓的學術部門。公大早於1994年已為在職護士提供兼讀制的護理學榮譽學士學位課程，2005年起推展至全日制的學士學位課程，同時為有意投身護理服務的中學畢業生及在職的護理人員，提供香港認可的護理學培訓。公開大學的護理學課程均由護理及健康學部管理，課程包括護理學（普通科）及護理學（精神科）的學士學位課程，完成課程及實習並通過考核後，可向香港護士管理局申請成為註冊護士，而護理學榮譽學士學位課程已於2014年起納入政府的指定專業／界別課程資助計劃，成為受政府資助的課程。護理及健康學部設有護理學高級文憑課程，為香港各醫療機構培訓登記護士，社會福利署也委託公開大學為社會福利機構培訓登記護士。由於香港人口老化，中醫治療又逐漸受到香港社會的認可，但香港缺乏接受中醫專業培訓的護士，護理及健康學部於是與浙江大學及廣州大學的中醫院合作，為西醫出身的香港護士提供把脈、煎藥及中藥藥理等，中醫護理所需的專業訓練。公大護理及健康學部已於2018年1月升格為「護理及健康學院」（School of Nursing and Health Studies）。

#### 轉職課程被投訴收生不公
香港的護士一般分為註冊護士及登記護士，入職條件較低的登記護士在護理工作上會較註冊護士受到較多限制，公大科技學院的護理及健康學部因此為登記護士提供轉職課程，香港醫院管理局也為登記護士提供進修資助，登記護士可通過進修成為註冊護士，而公大科技學院是登記護士轉職註冊護士課程的主要開辦院校，但有登記護士投訴公大護理學部強制在職護士申請修讀該校轉職課程時必須簽署聲明，同意在第三年課程辭職以完成實習，否則不會獲得該校取錄。另外，公大護理學部一直優先取錄醫管局推薦的登記護士入學，也引起部分申請人不滿被剝削進修的權利。

## 研究

### 淨化污水及提煉生物燃料
環境保護是公大科技學院主要研究課題，研究範圍包括利用藻類淨化污水，提煉生物燃料，生產藥物原料，同時減少碳排放。公開大學科技學院與位於深圳的企業合作，研究把藻類提煉生物燃料商業化，在提煉生物燃料的過程中，利用污水的養分供藻類繁殖，令藻類在生產燃料的同時淨化污水，從而減少污水對環境造成的污染。公大科技學院在研究發現，香港的海水含有超過一百種藻類，部分具有提煉生物燃料的潛力，科技學院的實驗室保存有多種藻類，並存放於強光照射及恆溫的箱內，有需要時可大量繁殖。公大科技學院通過對藻類的研究開發出「微藻養殖反應器」，不但可淨化處理香港食肆大量排放的廚餘污水，在提煉物生物柴油的同時更可產出二十二碳六烯酸（DHA），經淨化後的廚餘污水達到三級處理污水的效果，並得到商業贊助在奧海城展開實地測試。

### 綠色建築
公開大學銀禧學院大樓於2015年落成，在「綠建環評」(BEAM Plus)取得最高的「鉑金」評級，是香港大專院校中首座獲得此評級的建築物，該建築項目由公大科技學院參與設計，建築物採用雙層玻璃幕牆提高降溫及隔音效果，其中一面設有香港最高的「垂直綠化」植物幕牆，在降溫和隔音的同時具有綠化作用。建築物的其中10層安裝有太陽能玻璃幕牆，配合風力發電風車，大樓可利用再生能源發電，節省大樓所需的電力。此外，公大科技學院在綠色建築方面，還研究將藻類用於建築物的垂直綠化。

## 極地科研考察
2015年9月，香港公開大學派出「極地創新科研考察隊」到北極展開為期13天的極地考察及環境研究，這是公開大學自2002年以來第八次派員到極地進行研究工作。這次極地研究行動名為「北極科研考察2015」，極地科研隊由香港公開大學科技學院的研究人員領導，成員主要由香港公開大學的學生組成，但也有來自香港理工大學的學生，行政長官夫人梁唐青儀蒞臨出發典禮並為公大科研隊主禮授旗儀式。
香港公開大學科研隊於2015年的科研考察與以往不同，過去的研究主要是控制「有害微藻」帶來的影響，但本次轉變為尋找「有用微藻」，探索利用微藻提煉生物燃料及開發健康食品。以往在北極進行研究主要住在鐵皮屋，但今次為收集北極圈的海水樣本而要停留在北冰洋及斯瓦巴群島，所以大部分時間都是居住在機動帆船上。除研究藻類外，科研隊也會採集土壤及冰雪的樣本，收集北極的海洋污染物、輻射物質及北極圈的氣候環境的數據，用以研究水質變化、海平面上升及生態環境變化帶來的影響。另外，公大科研隊也希望通過本次北極科研考察，培育新一代的極地研究人員。繼北冰洋考察後，公開大學科技學院於2016年2月，聯同青年廣場與極地博物館基金合辦科研考察活動，由公開大學科技學院率領科研考察隊，前往中國最北端的漠河縣北極村，在嚴寒環境進行科研考察並在當地探訪。

## 外部連結
- School of Science and Technology, HKMU （页面存档备份，存于）